# 雷昂的特蕾莎
雷昂的特蕾莎（葡萄牙語：Teresa de León；約1080年—1130年11月11日），葡萄牙伯爵夫人，曾一度声称是葡萄牙的独立女王。她反叛同父异母的姐姐莱昂和卡斯蒂利亚女王乌拉卡。1116年，教宗巴斯加二世承认她为女王，但在1121年，她被俘并被迫接受葡萄牙称臣于莱昂，并被允许保留王室头衔。她与加利西亚贵族特拉巴的费尔南多·佩雷斯的政治联盟和恋爱关系导致她的儿子阿方索·恩里克斯将她赶下台，后者在葡萄牙贵族和神职人员的支持下，于1128年在圣马梅德战役中击败了她。

## 身世
特蕾莎是莱昂和卡斯蒂利亚国王阿方索六世与希梅娜·穆尼奥斯的私生女。1093年，特蕾莎與王后的侄子也是法国王室后裔葡萄牙伯爵勃艮第的亨利結婚。亨利在葡萄牙行军时向岳父提供军事援助，以对付穆斯林。
1096年到1115年间，亨利和他的勃艮第亲戚也是特蕾莎的嫡姐乌拉卡女王的丈夫雷蒙达成了一项协议，双方都宣誓在阿方索国王去世后，雷蒙将把托莱多王国和三分之一的王室国库交给亨利，如果不可能，亨利将获得加利西亚王国，而亨利反过来承诺支持雷蒙确保国王的所有领土和三分之二的财政。
1096年，阿方索六世授权特蕾莎和亨利管理葡萄牙。历史学家认为，该条约的签订时间接近1096年。阿方索国王在意识到这一契约后，任命亨利为此前由雷蒙统治的米尼奥河和圣塔勒姆之间所有土地的总督，从而将他的女婿的政府限制在加利西亚。当时，两连襟不是盟友，而是竞争对手，各自争夺国王的青睐。
然而，其他历史学家已经表明，该协议不可能在1103年之前达成，也就是在两位伯爵被授予各自的头衔几年后，亨利的任命满足了西南部军事指挥的需要。
阿方索国王去世后，亨利和特蕾莎继续统治米尼奥河以南的这些土地，一直延伸到蒙德戈河和山谷，后来在1111年12月，在乌拉卡女王年间，他们也统治着萨莫拉。

## 统治

### 姐妹之争
起初，特蕾莎和亨利是她父亲的封臣，但阿方索六世于1109年去世，留下他的嫡女卡斯蒂利亚女王乌拉卡作为王位继承人。作为一个女儿，特蕾莎可能成为王室权威的载体；作为妻子，她把这种权力授予了丈夫。作为一名寡妇，人们普遍认为她可以继续代表她的（男性）子女行使权力。亨利入侵莱昂，希望把它添加到他的土地上。他1112年去世时，特蕾莎被留下处理军事和政治局势。她承担起政府的责任，起初主要居住在她刚从摩尔人手中夺回了的直到蒙代戈河的南部土地上。在承认她在捍卫科英布拉的胜利时，教宗巴斯加二世称她为“女王”，鉴于这一承认，她在她的文件中被称为“阿方索之女，蒙上帝之选”，在1117年的一份文件中明确被称为女王，导致一些人将她称为葡萄牙第一位君主。和乌拉卡关系好的教宗嘉禮二世也认可特蕾莎为女王，且将其地位置于亡夫亨利之上。同年，居住在萨阿贡的枢机主教公使博索在写给特蕾莎的一封信中称她为“葡萄牙可敬的女王”。巴斯加二世在1116年6月18日发布的教宗敕令《我们的兄弟》中称她为女王。
1116年，为了扩大权力，特蕾莎与嫡姐乌拉卡女王作战。1120年，当她继续追求更大份额的莱昂遗产时，她们再次交战，并作为遗孀与最强大的加利西亚贵族结盟。这就是特拉瓦伯爵费尔南多·佩雷斯，他休弃了他的第一任妻子，公开娶她，并在她的蒙德戈南部边境为她服务。特蕾莎因此与儿子阿方索反目，阿方索投靠了姨妈乌拉卡。同年，乌拉卡从加利西亚率领军队从米诺河向葡萄牙挺进，进入布拉加。特蕾莎措手不及，不得不撤退到拉尼奥苏城堡，在那里她被姐姐的军队围困。1121年，她被俘。在聖地亞哥-德孔波斯特拉和布拉加大主教的帮助下，通过谈判达成了和平。这些条款包括特蕾莎只有在承认自己所有的葡萄牙为莱昂王国的封臣时才能获得自由。乌拉卡在布拉加立阿方索为葡萄牙伯爵。
特蕾莎的统治范围仅限于加利西亚南部的米诺山谷，主要城镇为图伊和奥伦塞，由于她与特拉瓦家族的关系，她只能住在那里。为了加强这一联盟，她将初婚的女儿嫁给了情人费尔南多·佩雷斯的一个兄弟。在他帮助下，她成功地从儿子和支持他的乌拉卡女王手中重新夺回了对葡萄牙的统治。直到1122年夏天，她才获得科英布拉和波尔图的主教的支持，并抓获了控制她儿子的布拉加大主教。1123年3月，乌拉卡报复，逮捕了特蕾莎的“公公”特拉瓦的佩德罗·弗罗伊拉兹和他的一些儿子，没收了他们的财产，从而令特蕾莎失去了最重要的支持者。1125年，阿方索宣告成年，可以向母亲挑战了。
1126年，乌拉卡驾崩，儿子阿方索七世继位。4月，特蕾莎和费尔南多在里科巴约与他会面，并达成和平协议。

### 叛乱
到1128年，布拉加大主教和葡萄牙主要封建贵族已经受够了她与加利西亚人的长期联盟，他们首先担心这会有利于大主教的新对手，圣地亚哥-德孔波斯特拉的加利西亚大主教迭戈·盖尔米雷斯，后者刚刚开始声称自己在自己的城镇里发现了圣詹姆斯的遗物，以此为手段在伊比利亚半岛的其他大教堂中获得权力和财富。

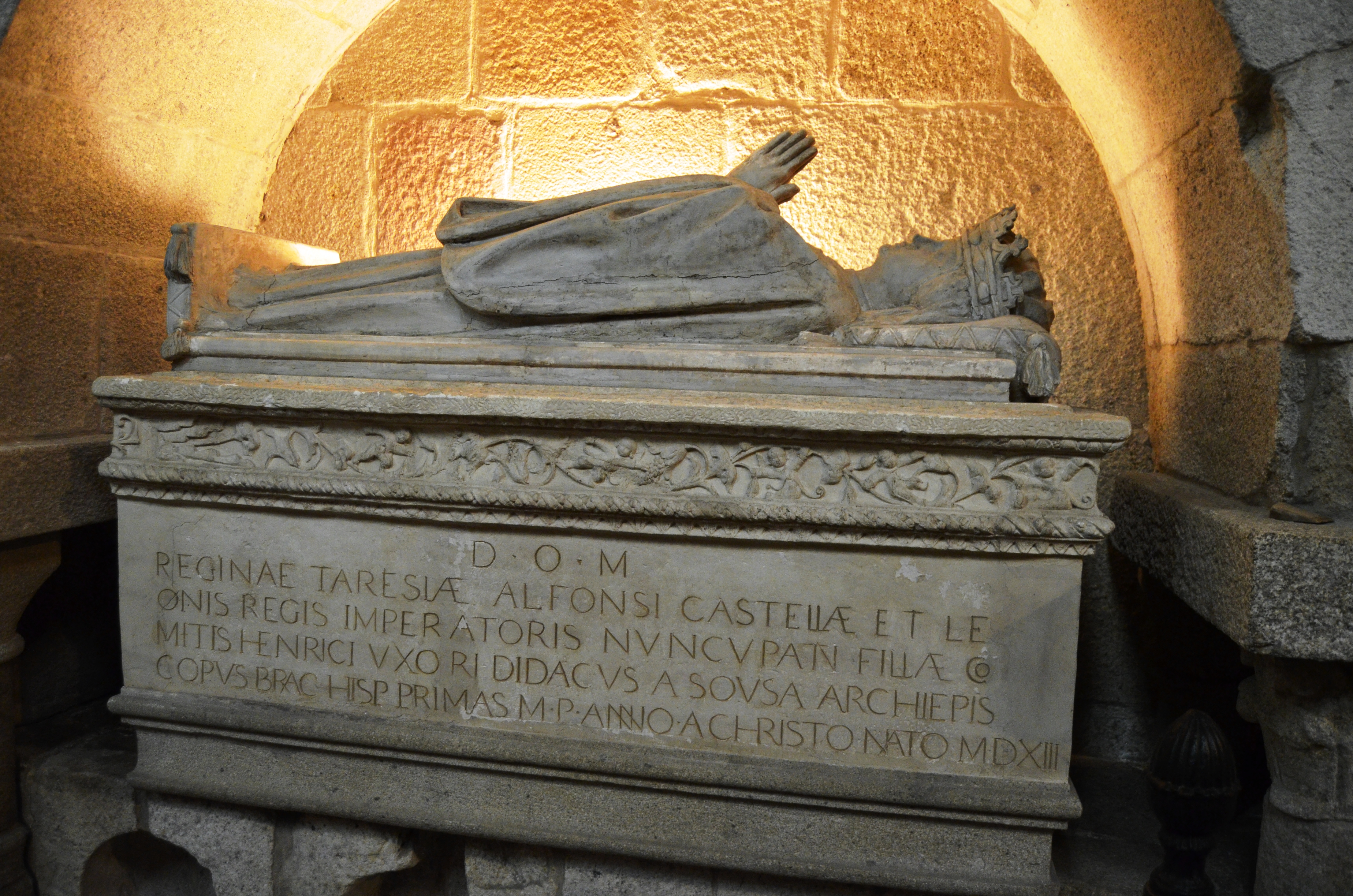
布拉加大教堂，葡萄牙女伯爵-女王特蕾莎的坟墓。

特蕾莎意图废除儿子阿方索的继承权。葡萄牙贵族和军阀反叛，女王在短暂的内战后被废黜。她的儿子和继承人阿方索在吉马雷斯附近的圣马米德战役中击败了特蕾莎的军队，并将她和特拉瓦伯爵及其子女放逐到葡萄牙边境附近的加利西亚王国，特拉瓦伯爵在那里建立了托克索乌托斯修道院。不久之后，特蕾莎于1130年去世。她的儿子继承了王位，最终领导葡萄牙成为一个完全独立的王国，后来成为一个民族国家。

## 家庭
特蕾莎与亨利共有2子3女：
1. 烏拉卡（葡萄牙語：Urraca Henriques, infanta de Portugal）（1095年[25] – 1169年），特拉瓦伯爵佩德罗·弗罗伊拉斯之子特拉瓦的贝尔穆多·佩雷斯的妻子，在拉科鲁尼亚的特拉斯塔马拉、维塞乌、塞亚和法罗有领地，有子女；[26]
2. 桑察（葡萄牙語：Sancha Henriques）（1097年[25] – 1163年），先嫁给贵族桑乔·努涅斯·德塞拉诺瓦，有子女。丧偶后嫁给了费尔南多·门德斯·德·布拉甘萨，此次婚姻没有子女；[27]
3. 特蕾莎·恩里奎斯（约1098年生）；[25]
4. 阿方索·恩里奎斯（1109年[28]—1185年），第一位葡萄牙国王，以外祖父命名，也许是为了“提醒人们，整个西班牙的皇帝的鲜血也流过这个外孙的血管”。[29]

特蕾莎和特拉瓦的费尔南多·佩雷斯伯爵有两个女儿：
1. 特拉瓦的特蕾莎·费尔南德斯（1180年去世），拉拉的努尼奥·佩雷斯伯爵之妻，守寡后为莱昂国王费尔南多二世的继后。[30]
2. 特拉瓦的桑察·费尔南德斯（1181年3月后去世）。1150年前嫁萨里亚的阿尔瓦罗·罗德里格斯伯爵，有子女。守寡后为佩德罗·阿方索伯爵的后妻，再守寡后嫁给冈萨洛·鲁伊斯伯爵；后两次婚姻无子女。[31]

## 传记
- David, Pierre. . Bulletin Hispanique. 1948, 50 (3): 275–290  [2023-05-16]. doi:10.3406/hispa.1948.3146. （原始内容存档于2015-09-24） （法语）.
- Bishko, Charles J. . Revista Portuguesa de Historia. 1971, 13 (13): 155–188. doi:10.14195/0870-4147_13_8.
- López Morán, Enriqueta.  (PDF). Nalgures (II) (A Coruña: Asociación Cultura de Estudios Históricos de Galicia). 2005: 49–142 (vid pp. 88–89)  [2022-03-02]. ISSN 1885-6349. （原始内容存档 (PDF)于2022-02-22）.
- López-Sangil, José Luis. . La Coruña: Toxosoutos, S.L. 2002. ISBN 84-95622-68-8.
- Manrique, Ángel.  II. 1649  [2022-03-02]. （原始内容存档于2022-03-02）.
- Martínez Díez, Gonzalo. . Madrid: Temas de Hoy, S.A. 2003. ISBN 84-8460-251-6.
- Mattoso, José.  2nd. Lisbon: Temas e Debates. 2014. ISBN 978-972-759-911-0 （葡萄牙语）.
- Rodrigues Oliveira, Ana. . Lisbon: A esfera dos livros. 2010. ISBN 978-989-626-261-7 （葡萄牙语）.
- Sotto Mayor Pizarro, José Augusto. . Hispania. Revista Española de Historia LXVII (227) (Madrid: Instituto de Historia "Jerónimo Zurita"; Centro de Estudios Históricos). 2007: 849–880  [2022-03-02]. ISSN 0018-2141. （原始内容存档于2022-02-03）.
- Torres Sevilla-Quiñones de León, Margarita Cecilia. . Salamanca: Junta de Castilla y León, Consejería de educación y cultura. 1999. ISBN 84-7846-781-5.

| 雷昂的特蕾莎 希梅尼斯王朝出生于：约1080年逝世於：1130年11月11日 | 雷昂的特蕾莎 希梅尼斯王朝出生于：约1080年逝世於：1130年11月11日                  | 雷昂的特蕾莎 希梅尼斯王朝出生于：约1080年逝世於：1130年11月11日 |
| 統治者頭銜                                                      | 統治者頭銜                                                                       | 統治者頭銜                                                      |
| --------------------------------------------------------------- | -------------------------------------------------------------------------------- | --------------------------------------------------------------- |
| 新頭銜                                                          | 葡萄牙女伯爵 1096–1126 與勃艮第的亨利同時在任 （1096–1112） 阿方索 （1112–1128） | 繼任者： 阿方索                                                 |